# 水田氏
水田氏（みずたし）は、日本の氏族。

## 概要
日下部氏が播磨国の国司だった頃に土着したのがはじまりとされ、当初（700年頃）は苦瓜姓を用いていたが、後に水田姓も用いるようになった。播磨国揖東郡辺り（現在の姫路市網干区および家島諸島周辺）を中心として領していた。また、隣国の赤松氏とは同盟関係にあり、その御一族衆に数えられる。元亀4年（1573年）頃、羽柴秀吉による播磨攻めで敗戦し、領地を奪われた。江戸時代に入り姫路城の御典医を代々務め、明治維新を迎えた。今も残る網干陣屋は水田氏（苦瓜氏）の本屋敷跡に建てたものと伝えられる（水田宗家文書及び水田宗家伝承による）。
菅原道真を祀っている水田天満宮は水田氏が深く関係していると考えられる。